# Psylliodes illyricus
Psylliodes illyricus là một loài bọ cánh cứng trong họ Chrysomelidae. Loài này được Gruev & Leonardi miêu tả khoa học năm 1993.